# Catagramma elatior
Catagramma elatior är en fjärilsart som beskrevs av Charles Oberthür. Catagramma elatior ingår i släktet Catagramma och familjen praktfjärilar. Inga underarter finns listade i Catalogue of Life.